# Абаз Карими
Абаз Карими (енгл. Abbas Karimi, дари. محمد عباس کریمی, рођен 1997) је пливач и први спортиста избеглица који је освојио медаљу на Светском првенству у пара пливању.

## Биографија

### Лични живот
Рођен је 1997. године у Кабулу, од рођења нема руке. Пореклом је Хазарејац, отац му је преминуо 2019. године. Један брат му живи у Аустралији и није га видео од 2013. до 2021. Са шеснаест година је имигрирао из Авганистана како би побегао од Талибана. Године 2013. је стигао у избеглички камп у Турској, пропутујући Иран и планине Загрос. Живео је у четири различита избегличка кампа у Турској. Године 2016. се преселио у Портланд, након што су му помогли амерички учитељ и Високи комесаријат Уједињених нација за избеглице са документацијом за пресељење у Сједињене Америчке Државе. Године 2019. се преселио у Форт Лодердејл, а 2022. је постао натурализовани амерички држављанин. Након офанзиве Талибана 2021. његова породицом се преселила у Пакистан.

### Каријера
Са дванаест година се бавио кик-боксом, а са тринаест је почео да плива. Његово прво такмичење је било авганистанско национално првенство које је освојио. Док је био у Турској освојио је два национална првенства и укупно петнаест медаља. Није могао да учествује на међународним турнирима док је био у турским избегличким камповим јер није имао исправну документацију за путовање.
На Светском првенству у пара пливању 2017. је освојио сребрну медаљу у дисциплини С5 на 50 метара. Био је први спортиста избеглица који је освојио медаљу на Светском првенству у пара пливању, завршио је на шестом месту у дисциплини С5 леђно. Године 2018. је победио у дисциплини 50 метара слободним стилом на параолимпијском првенству у у Сједињеним Америчким Државама. На Светском првенству у пара пливању 2019. је освојио шесто место на 50 метара. Током пандемије ковида 19 није могао да плива неколико месеци јер су сви базени били затворени.
Године 2021. се такмичио на америчким параолимпијским тркама на 50 метара мешовитим стилом. Априла 2021. је победио на Светском пара пливању на 50 метара у Тексасу. У јуну је био укључен у Параолимпијски тим за избеглице за одложене Летње параолимпијске игре 2020. Заједно са Алијом Исом је био носилац заставе Параолимпијског тима за избеглице на церемонији отварања игара. Такмичио се на 50 метара, квалификовао се за финале и завршио на осмом месту по укупном поретку. Такмичио у дисциплини 50 метара леђно завршивши на последњем месту. Године 2021. је освојио државно првенство УСМС у две дисциплине. Године 2022. је освојио Светско првенство у Индијанаполису на 50 метара. На Светском првенству у пара пливању 2022. се такмичио за репрезентацију Сједињених Америчких Држава. Завршио је девети у тркама на 50 метара слободно, као и четврти укупно у две дисциплине. Био је део америчког тима који је победио у мешовитој дисцилпини у светском рекордном времену, заједно са Елизабетом Маркс, Рудијем Гарсијем Толсоном и Лианом Смит. Освојио је треће место у дисциплини 50 метара слободно С5 на Парапанамеричким играма 2023.